# يوهانس زيمارمان
يوهانس زيمارمان (بالألمانية: Johannes Zimmermann)‏ هو لغوي ومبشر ومترجم ألماني، ولد في 2 مارس 1825 في غيرلينغن في ألمانيا، وتوفي بنفس المكان في 13 ديسمبر 1876.